# Wieselmakis

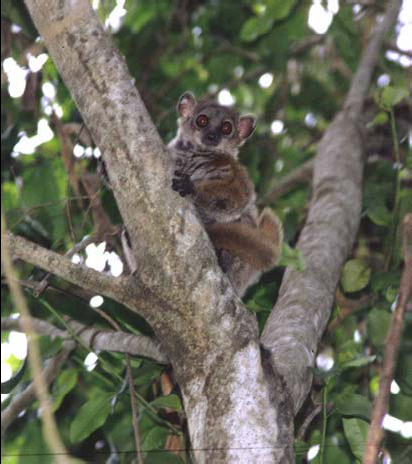
Rotschulter-Wieselmaki (Lepilemur aeeclis)

Die Wieselmakis (Lepilemur) sind eine Gattung der Primaten, die in einer eigenen Familie, Lepilemuridae, geführt werden. Die Familie besteht nach jüngsten Erkenntnissen aus rund 25 Arten.

## Beschreibung
Wieselmakis sind mittelgroße Feuchtnasenaffen. Sie erreichen eine Körperlänge von 30 bis 35 Zentimetern, der Schwanz ist 26 bis 31 Zentimeter lang. Ihr Gewicht variiert zwischen 0,5 und 0,9 Kilogramm. Ihr Fell ist an der Oberseite graubraun oder rötlich gefärbt, die Unterseite ist weißlich-gelb. Der rundliche Kopf sitzt auf einem kurzen Hals, die Augen sind als Anpassung an die nachtaktive Lebensweise vergrößert, auch die Ohren sind groß. Das Gebiss der Tiere ist durch die fehlenden Schneidezähne im Oberkiefer charakterisiert, die Zahnformel lautet I0/2-C1/1-P3/3-M3-3, insgesamt haben sie also 32 Zähne. Die unteren Schneide- und Eckzähne bilden wie bei den meisten Feuchtnasenaffen einen Zahnkamm. Die Hinterbeine sind aufgrund der springenden Fortbewegung verlängert, die Füße jedoch nicht. Wie bei allen Feuchtnasenaffen tragen alle Finger und Zehen Nägel mit Ausnahme der Putzkralle auf der zweiten Zehe.

## Verbreitung und Lebensraum
Wieselmakis leben ausschließlich auf der Insel Madagaskar. Hier bewohnen sie verschiedene Waldtypen, sowohl die Trockenwälder des westlichen als auch die Regenwälder des östlichen Landesteils.

## Lebensweise
Wieselmakis sind strikt nachtaktiv und halten sich meist auf den Bäumen auf. Tagsüber ziehen sie sich in Baumhöhlen, manchmal auch ins Blätterdickicht zurück. In der Nacht begeben sie sich auf Nahrungssuche, wobei sie sich vorwiegend an vertikalen Ästen und Stämmen aufhalten und sich senkrecht kletternd und springend fortbewegen.
Angaben zum Sozialverhalten sind widersprüchlich, neben einzeln lebenden Tieren gibt es auch Berichte über Familiengruppen, möglicherweise gibt es hier artspezifische Unterschiede. Sie bewohnen relativ kleine Territorien von rund 0,2 bis 0,5 Hektar. Das Revier wird vehement gegen gleichgeschlechtliche Eindringlinge verteidigt, die Territorien von Männchen und Weibchen können sich hingegen überlappen. Da die Reviere klein sind, können die Tiere sie von einem höhergelegenen Ast gut überwachen, sie verbringen Teile der Nacht damit, ihre Reviergrenzen und andere Tiere zu beobachten.

## Ernährung
Wieselmakis sind hauptsächlich Pflanzenfresser; ihre Nahrung besteht vorwiegend aus Blättern. Da sie die Zellulose nicht verdauen können, sind sie auf Bakterien im Verdauungstrakt angewiesen. Diese leben im stark vergrößerten Blinddarm. Ähnlich den Hasenartigen verzehren sie ihren Kot erneut (Caecotrophie), um die Bestandteile der Nahrung bestmöglich auszuschöpfen. Für blätterfressende Säugetiere weisen sie eine geringe Körpergröße auf. Um den geringen Nährwert ihrer Nahrung zu kompensieren, halten sie lange Ruhephasen ein. Ihre Stoffwechselrate ist verglichen mit der anderer Primaten niedrig.

## Fortpflanzung
Zwischen September und Dezember kommt nach rund 120- bis 150-tägiger Tragzeit ein einzelnes Jungtier zur Welt, das oft in einem Nest in einer Baumhöhle großgezogen wird. Mit rund vier Monaten sind die Jungen entwöhnt, bleiben aber bis zu einem Alter von einem Jahr bei der Mutter. Mit rund eineinhalb Jahren sind sie geschlechtsreif. Wieselmakis in menschlicher Obhut können 12 Jahre alt werden.

## Bedrohung
Wie alle madagassischen Feuchtnasenaffen sind auch die Wieselmakis in erster Linie durch die Abholzung der Wälder bedroht, dazu kommt in geringerem Ausmaß die Bejagung. Für viele der neubeschriebenen Arten fehlen aber genaue Daten, da sie aber meist nur kleine Gebiete bewohnen, dürften auch sie bedroht sein.

## Systematik
Die Wieselmakis (Lepilemur) sind die einzigen Vertreter der Familie Lepilemuridae. Manchmal werden sie mit den ausgestorbenen Riesenlemuren der Gattung Megaladapis in eine gemeinsame Familie, Megaladapidae, eingeordnet. Allerdings sind sie genetischen Untersuchungen zufolge nicht nahe mit Megaladapis verwandt.
Die Anzahl der bekannten Arten hat sich in den letzten Jahren explosionsartig erhöht. Bis zum Jahr 2005 waren nur acht Arten bekannt, eine molekulare Untersuchung im Jahr 2006 brachte drei neue Arten hervor. Eine gründliche molekulare und morphologische Studie im selben Jahr ergab gar elf neue Arten. Eine Forschergruppe der Tierärztlichen Hochschule Hannover beschrieb 2007 eine neue Art. 2008 wurde von Forschern aus dem Zoo Omaha eine weitere Art beschrieben, eine weitere Art folgte 2009. Insgesamt sind also heute 25 Wieselmaki-Arten bekannt:

Verbreitung der verschiedenen Wieselmakis auf Madagaskar

- Rotschulter-Wieselmaki (Lepilemur aeeclis)[3]
- Ahmanson-Wieselmaki (Lepilemur ahmansoni)[4]
- Ankarana-Wieselmaki (Lepilemur ankaranensis)[2]
- Betsileo-Wieselmaki (Lepilemur betsileo)[4]
- Graurücken-Wieselmaki (Lepilemur dorsalis)[2]
- Edwards-Wieselmaki (Lepilemur edwardsi)[2]
- Fleurete-Wieselmaki (Lepilemur fleuretae)[4]
- Grewcock-Wieselmaki (Lepilemur grewcocki)[4] – bei dem 2007 beschriebenen Manasamody-Wieselmaki (L. manasamody)[5] dürfte es sich um die gleiche Art handeln[1]
- Holland-Wieselmaki (Lepilemur hollandorum)[7]
- Hubbard-Wieselmaki (Lepilemur hubbardorum)[4]
- James-Wieselmaki (Lepilemur jamesi)[4]
- Weißfuß-Wieselmaki (Lepilemur leucopus)[2]
- Kleinzahn-Wieselmaki (Lepilemur microdon)[2]
- Daraina-Wieselmaki (Lepilemur milanoii)[4]
- Gewöhnlicher Wieselmaki (Lepilemur mustelinus)[2]
- Otto-Wieselmaki (Lepilemur otto)[5]
- Petter-Wieselmaki (Lepilemur petteri)[4]
- Randrianasolo-Wieselmaki (Lepilemur randrianasoli)[3]
- Rotschwanz-Wieselmaki (Lepilemur ruficaudatus)[2]
- Sahamalaza-Wieselmaki (Lepilemur sahamalazensis)[3]
- Scott-Wieselmaki (Lepilemur scottorum)[6]
- Seal-Wieselmaki (Lepilemur seali)[4]
- Nördlicher Wieselmaki (Lepilemur septentrionalis)[2]
- Hawk-Wieselmaki (Lepilemur tymerlachsoni)[4]
- Wright-Wieselmaki (Lepilemur wrighti)[4]

Diese Vielzahl neuer Arten ist jedoch nicht unumstritten. Insbesondere im nordwestlichen Madagaskar könnte die Artenanzahl bei gründlichen Untersuchungen wieder sinken.